# 贝仲选
贝仲选（1908年—1970年6月），男，汉族，直隶（今河北）巨鹿人，中国金融家，曾任中国人民保险公司总经理，财政部部长助理，中央财政金融干部学校党委书记、校长。